# Jawor (Bóbrka)

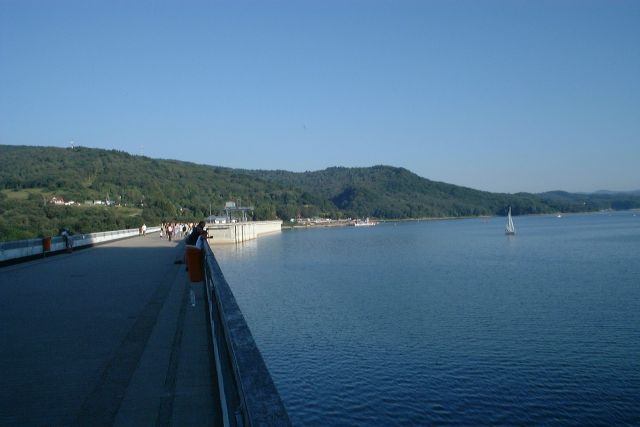
Zapora i Zalew Soliński, w tle osada Jawor

Jawor – część wsi Bóbrka w Polsce położona w województwie podkarpackim, w powiecie leskim, w gminie Solina. 
Jawor położony jest po drugiej stronie wsi Solina, dojazd przez wieś Bóbrka lub pieszo przez Zaporę Solińską. 
Jawor pełni funkcję osady turystyczno-wypoczynkowej i jest poza sezonem niezamieszkany. Na terenie Jawora znajduje się przystań białej floty oraz wypożyczalnia sprzętu wodnego. 
W latach 1975–1998 Jawor administracyjnie należał do województwa krośnieńskiego.